# Съдии на Израил
Съдиите на Израил са племенни или съюзни главатари, със съдийски и жречески, а по-късно и с военни функции, чиято институция е основана, според библейското предание, още от Мойсей, в началото на първото пътуване на евреите към Ханаан, по време на Изхода. Преданието разказва, че Йотор - мадиамски свещеник, за чиято дъщеря Мойсей бил женен и който изглежда е бил първожрец, в светилището на Йехова, в планината Хорив, и може би е идентичен, с помощника на Мойсей, известен като Ор (име, което вероятно произлиза също от името на тази планина, тъй като тя се нарича и Ор) - посъветвал Мойсей да създаде тази институция. За съдии, Мойсей трябвало да издигне мъдри и достойни хора, които да се допитват до него само по най-сложните въпроси и за общи наставления, а иначе да решават спорните въпроси, в съгласие с неговите поучения и според както бъдат посъветвани свише. Първоначално Мойсей бил, освен водач на Дванайсетте израилски племена, също и техен единствен съдия. Със създаването на съдийската институция, съдебната му власт била делегирана, върху някакъв брой племенни първенци и жреци.
Институцията, в този ѝ вид се запазила и при управлението на Исус Навин, а след неговата смърт и при настъпилото разцепление, между еврейските племена, съдиите станали основни крепители на народното единство, защитници от чуждоплеменни нападения, борци за справедливост, свобода и чистота на вярата – изобщо във владетели на „Синовете Израилеви“, обединяващи в себе си различните обществени функции и предвестници на управлението на жреците и на царете. В Библията, съдиите са описани, като военни предводители, призвани да осигуряват оцеляването и сигурността на еврейския народ (или на отделни племена), случело ли се те да бъдат застрашени, заради измяна спрямо верността, която дължели на Йехова. Като главна тяхна функция, Библията им приписва именно възвръщането към преклонението към Господ, и твърди, че я изпълнявали успешно. Между управленията на отделните съдии има промеждутъци от време, описани като времена на бедствия – причинени от това, че след смъртта на съответния съдия(властта им била пожизнена), евреите отново отстъпвали от Бога,това го разгневявало и той ги наказвал (между тях да избухвали тежки вражди, нападенията на различни враждебни племена се увенчавали с успех или ги сполиталr други бедстия).
Имената на съдиите, след смъртта на Исус Навин и описание на техните дела са предадени, в Книга на съдиите. Като последен е посочен пророк Самуил.